# Sadovo-Hrustalnenskîi
Sadovo-Hrustalnenskîi (în ucraineană Садово-Хрустальненський) este o așezare de tip urban din orașul regional Krasnîi Luci, regiunea Luhansk, Ucraina. În afara localității principale, nu cuprinde și alte sate.

## Demografie
Componența lingvistică a așezării de tip urban Sadovo-Hrustalnenskîi
     Rusă (66,05%)
     Ucraineană (32,25%)
     Alte limbi (0,14%)
Conform recensământului din 2001, majoritatea populației așezării de tip urban Sadovo-Hrustalnenskîi era vorbitoare de rusă (66,05%), existând în minoritate și vorbitori de ucraineană (32,25%).